# Destiny's Child: Live in Atlanta
Destiny's Child: Live in Atlanta é um álbum de vídeo ao vivo do grupo americano Destiny's Child, o show mostrado no DVD foi gradado no dia 15 de julho de 2005 em Atlanta, no Philips Arena durante a digressão Destiny Fulfilled ... And Lovin' It. Patrocinadas pelo McDonald's, também é conhecida como a última digressão das meninas como um grupo. Foi lançado em 28 de março de 2006 nos Estados Unidos. O DVD estreou no n.° 1 nas paradas do Billboard Music DVD, vendendo cerca de 500 mil cópias na primeira semana, em vez das 50,000 contabilizadas pela Nielsen SoundScan, somando as contabilizações sobre varejo, entregas internacionais e pacotes eletrônicos, a Recording Industry Association of America o certificou de platina. Também foi lançado como um CD de dois discos, mas aparentemente apenas no Japão.
| Críticas profissionais                                                      | Críticas profissionais |
| Avaliações da crítica                                                       | Avaliações da crítica  |
| Fonte                                                                       | Avaliação              |
| --------------------------------------------------------------------------- | ---------------------- |
| About.com                                                                   | [ 4 ]                  |
| Esta tabela precisa de ser acompanhada por texto em prosa. Consulte o guia. |                        |

## Faixas
| N.º | Título                                | Duração |  |
| 1.  | "Intro/Overture"                      | 2:38    |  |
| 2.  | "Say My Name"                         | 4:30    |  |
| 3.  | "Independent Women Part I"            | 3:01    |  |
| 4.  | "No, No, No Part 2"                   | 1:38    |  |
| 5.  | "Bug a Boo"                           | 2:12    |  |
| 6.  | "Bills, Bills, Bills"                 | 1:32    |  |
| 7.  | "Bootylicious"                        | 1:05    |  |
| 8.  | "Jumpin', Jumpin'"                    | 1:21    |  |
| 9.  | "Soldier Dance Interlude"             | 4:31    |  |
| 10. | "Soldier" (com T.I. e Lil Wayne)      | 5:09    |  |
| 11. | "Dancer Break"                        | 1:40    |  |
| 12. | "Dilemma" (por Kelly Rowland)         | 4:56    |  |
| 13. | "Do You Know" (por Michelle Williams) | 5:26    |  |
| 14. | "Beyoncé Intro"                       | 2:07    |  |
| 15. | "Baby Boy" (por Beyoncé)              | 3:31    |  |
| 16. | "Naughty Girl" (por Beyoncé)          | 2:32    |  |
| 17. | "Band Introduction"                   | 2:36    |  |
| 18. | "Cater 2 U"                           | 3:11    |  |
| 19. | "Cater 2 U Dance Sequence"            | 6:54    |  |
| 20. | "Girl"                                | 5:15    |  |
| 21. | "Free"                                | 3:40    |  |
| 22. | "If"                                  | 1:29    |  |
| 23. | "Through with Love" (com The Choir)   | 3:41    |  |
| 24. | "Bad Habit" (com Kelly Rowland)       | 3:08    |  |
| 25. | "Dancer Ballet Break"                 | 1:18    |  |
| 26. | "Dangerously in Love" (por Beyoncé)   | 6:47    |  |
| 27. | "Crazy in Love" (por Beyoncé)         | 4:12    |  |
| 28. | "Salsa Dance Break"                   | 2:03    |  |
| 29. | "Survivor"                            | 6:45    |  |
| 30. | "Lose My Breath / Credits"            | 11:37   |  |

### Bônus
| CD Remix |                                             |         |  |
| N.º      | Título                                      | Duração |  |
| 1.       | "Cater 2 U" (Storch Remix Edit)             |         |  |
| 2.       | "Survivor" (Azza's Soul Remix Radio Edit)   |         |  |
| 3.       | "Bootylicious" (M&J's Jelly Remix)          |         |  |
| 4.       | "Stand Up For Love" (Maurice's Nu Soul Mix) |         |  |
| 5.       | "Girl" (JS Club Mix)                        |         |  |
| 6.       | "Lose My Breath" (Paul Johnson's Club Mix)  |         |  |

Participações bônus
- Destiny’s Child – A Family Affair
- Fan Testimonials (Favorite Song, Cater 2 U - The Chosen Few, Favorite Costumes, The Show)
- Kelly Rowland Sophomore CD Teaser
- Dreamgirls Movie & Soundtrack Trailer

Áudio bônus
- "Flashback" (com Kelly Rowland)
- "Check on It" (Remix) com Beyoncé (Bun B & Slim Thug)
- "Let's Stay Together" (com Michelle Williams)